# 프로토로사우루스

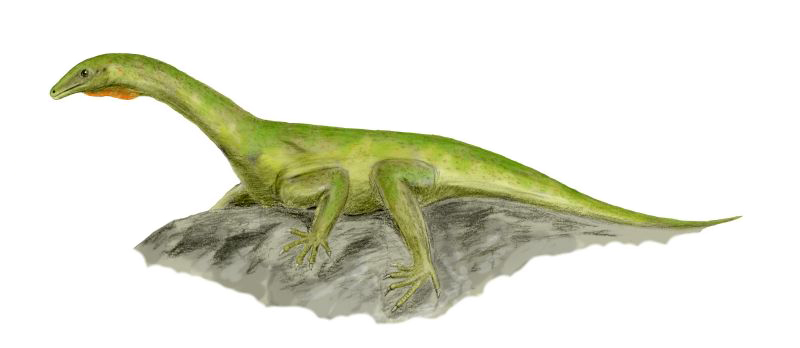

프로토로사우루스(학명:Protorosaurus speneri)는 지배파충하강 드레파노사우루스과에 속하는 도마뱀이다. 지금은 멸종한 종으로서 전체적인 몸길이가 2.2m인 중대형 지배파충류에 속한다.

## 특징
프로토로사우루스는 길이가 2미터(6.6피트)까지 자랐으며 가냘프고 도마뱀처럼 생긴 동물로서 다리가 길고 목이 길었다. 분류학적으로 본다면 프로토로사우루스("첫 번째 도마뱀")는 도마뱀과 같은 초기 파충류들의 속이다. 그 속들의 구성원들은 현재의 독일과 영국에서 펠미안 말기에 살았다. 한때 도마뱀의 조상이라고 믿었던 프로토로모사우루스는 이제 악어, 공룡과 같은 익룡을 낳게 될 집단인 아르코사우로모르파에서 가장 오래되고 가장 원시적인 구성원 중 한 명으로 알려져 있다. 프로토로사우루스는 최초로 기술된 화석 파충류 중 하나로 1710년에 독일의 튜링아에서 발견된 표본에서 크리스찬 막시밀리안 슈페르가 이 동물을 악어로 간주하고 나일악어(C. niloticus)와 가장 유사하게 묘사하였다. 한 세기 이상 지난 1830년과 1832년의 출판물에서 헤르만 폰 마이어는 프로토로사우루스를 뚜렷한 멸종 파충류로 인식하고 1856년에 그것에 대한 광범위한 단일문헌을 헌정하면서 형식적인 종 묘사를 했다. 1871년에 토마스 헨리 헉슬리는 프로토로사우루스를 유일한 멤버로 하여 쇄석한 프로토로사우르시아를 세웠다. 독일의 표본들은 쿠퍼슈페르에서 후기 페름기(아마도 우치아닌) 시대의 광범위한 단위가 발견되었다. 1914년에 로렌스 람베에 의해 발견된 새로운 세라톱시안 공룡이 다시 프로토로사우루스(이런 의미에서 "토로사우루스 이전"이라는 뜻이다.)라는 이름을 갖게 되었다. 람베는 그 이름이 이미 초기 아크로모프(archosauromorph)에 사용되었다는 것을 알게 되자 세라토프시안 카스모사우루스(ceratopsian Chasmosaurus)로 이름을 바꾸었다. 1870년에 새로운 종인 프로토로사우루스 헉슬레이는 영국 북부 더럼 카운티의 미드리지 부근의 철로 절단에서 쿠퍼슈페르에 해당하는 단위인 말 슬레이트(Marl Slate)에 속하는 퇴적물에서 설명되었으나 이 표본이 프로토로사우루사우루스가 아델로스(Adelos)라는 것이 나중에 밝혀졌다. 오루스는 1993년에 프로토로사우루스의 표본은 말 슬레이트 퇴적물에 있는 더럼 카운티에 있는 채석턴 채석장에서 설명되었다. 이 뼈대에는 이전에 알려지지 않았던 두개골의 파편들이 포함되어 있었다. 프로토로사우루스에 대한 철저한 재구성은 2009년에 출판되었는데 두개골이 완전히 들어간 표본을 포함하였다. 프로토로사우루스 표본의 위 내용물은 침엽수 씨앗의 존재를 보여주는데 이는 포식적인 생활방식을 나타내는 것으로 가정된 원뿔형 치아와 서리화되지 않은 치아의 비전문화된 틀니톤으로 볼 때 의외의 것이다. 프로토로사우루스는 폴란드 초기의 트라이아스기(Early Triaghi)로부터 크자트코위엘라와 밀접하게 연관되어 있다고 제안되어 왔지만 크자트코위엘라의 잔해는 단편적이고 다른 파충류들의 잔해와 섞여 있기 때문에 세존이 치마이라일 가능성도 있다. 프로토로사우루사우루스는 2021년 '프로토로사우르시아'를 종합해 분석한 결과 아르코사우로모르파에서 가장 일찍 분리한 구성원으로 꾸준히 회복됐다. 쿠퍼시퍼(Kuppershiefer)와 이에 준하는 말 슬레이트(Marl Slate)는 젝슈타인의 일부를 구성하는 해양부대로 후기 페름기 북유럽에 존재했던 큰 내륙 얕은 바다인 젝슈타인 해의 가장자리에 일련의 바위들이 형성되어 있다. 퇴적 당시 환경은 반건조적이었던 것으로 평가된다. 젝슈타인의 육지식물은 양치식물들이 지배하고 있는데 종자 양치류도 흔하고, 태엽류, 은행류, 태엽식물도 드물다. 쿠페르시페르와 저제크슈타인에서 발견된 다른 육상 척추동물로는 글라이딩 바이겔티사우루스 파충류인 바이겔티사우루스와 글로우룽, 파리아사우루스, 파라사우루스, 신소돈, 프로시노수스, 그리고 불확실한 캡토리니이드, 디시노돈트, 디스토피드, 템노스폰딜스가 있다. 먹이로는 당대에 서식했던 양치식물 등의 식물성 먹이를 주로 먹고 살았을 초식성의 도마뱀으로 추정되는 종이다.

## 생존시기와 서식지와 화석의 발견
프로토로사우루스가 생존했던 시기는 고생대의 페름기와 중생대의 트라이아스기 초기로서 지금으로부터 2억 9000만년전~2억년전에 생존했던 종이다. 생존했던 시기에는 유럽을 중심으로 하는 당시에 존재했었던 열대우림에서 주로 서식했었던 종이다. 화석의 발견은 1830년에 독일의 고생대와 트라이아스기에 형성된 지층에서 독일의 고생물학자인 헤르만 폰 마이어에 의하여 처음으로 화석이 발굴되어 새롭게 명명된 종이다.

## 같이 보기
- 파충류
- 고생대
- 페름기
- 중생대
- 트라이아스기
- [[도마뱀]
- 화석